# Municipio de Michigan (Kansas)
El municipio de Michigan (en inglés: Michigan Township) es un municipio ubicado en el condado de Scott en el estado estadounidense de Kansas. En el año 2010 tenía una población de 89 habitantes y una densidad poblacional de 0,29 personas por km².

## Geografía
El municipio de Michigan se encuentra ubicado en las coordenadas 38°37′39″N 100°47′51″O / 38.62750, -100.79750. Según la Oficina del Censo de los Estados Unidos, el municipio tiene una superficie total de 307.71 km², de la cual 307,71 km² corresponden a tierra firme y (0 %) 0 km² es agua.

## Demografía
Según el censo de 2010, había 89 personas residiendo en el municipio de Michigan. La densidad de población era de 0,29 hab./km². De los 89 habitantes, el municipio de Michigan estaba compuesto por el 88,76 % blancos, el 1,12 % eran amerindios, el 1,12 % eran asiáticos, el 6,74 % eran de otras razas y el 2,25 % eran de una mezcla de razas. Del total de la población el 6,74 % eran hispanos o latinos de cualquier raza.